# Махаринцы (Хмельницкая область)
Махаринцы (укр. Махаринці) — село в Староконстантиновском районе Хмельницкой области Украины.
Население по переписи 2001 года составляло 247 человек. Почтовый индекс — 31145. Телефонный код — 3854. Занимает площадь 1,02 км². Код КОАТУУ — 6824284703.

## География
Село расположено на реке Поповка.

## Местный совет
31145, Хмельницкая обл., Староконстантиновский р-н, с. Коржовка